# Raión de Bilovodsk
Raión de Bilovodsk (en ucraniano: Біловодський район) es un antiguo raión o distrito de Ucrania en el óblast de Lugansk. La capital fue la ciudad de Bilovodsk.
Comprende una superficie de 1597 km².

## Demografía
Según estimación 2010 contaba con una población total de 26537 habitantes.

## Otros datos
El código KOATUU es 4420600000. El código postal 92800 y el prefijo telefónico +380 6466.